# Jacques Rheins
Jacques N. Rheins, var en fransk bobåkare. Han deltog vid olympiska vinterspelen 1928 i Sankt Moritz och placerade sig på plats nummer 15.